# Sismo da Guatemala de 2012
O Sismo da Guatemala de 2012 foi um sismo ocorrido em 7 de novembro de 2012, com epicentro no Oceano Pacífico e que foi sentido no México, em El Salvador e principalmente na Guatemala. Sua magnitude estimada foi de 7,4 na escala de Richter.

## O evento
A terra começou a tremer por volta de 16h35min47 UTC, (10h35min47) hora local da Guatemala, uma quarta-feira, a magnitude foi de 7,4 na escala de Richter, com epicentro no Oceano Pacífico, 34 quilômetros ao sul de Champerico.
De acordo com o Los Angeles Times, periódico dos Estados Unidos, este foi o sismo mais forte e devastador a se sentir na Guatemala nos últimos 36 anos.

## Vítimas e danos causados
Logo no dia seguinte as equipes de resgate retomaram os trabalhos encerrados temporariamente na quarta-feira nas áreas do noroeste da Guatemala devastadas em busca de desaparecidos nas zonas rurais dos departamentos de São Marcos e Quetzaltenango, onde há denúncias de pessoas sepultadas sob os escombros.
O número oficial de mortos ao fim do primeiro dia de buscas era de 48, além de 155 feridos e 23 desaparecidos, além disso alertas de tsunamis foram emitidos para toda a região costeira próxima, que incluía também a Nicarágua.